# Sofia Ameli Gojić
Sofia Ameli Gojić (Sisak, 5. veljače 1968.) hrvatska je mezzosopranistica, prvakinja Opere Hrvatskog narodnog kazališta u Zagrebu i profesorica pjevanja.

## Životopis
Glazbeno obrazovanje započela je u Sisku, gdje je u dobi od trinaest godina praizvela ciklus pjesama Vlade Rakijaša koji je skladan za nju, a kojega je i snimila za HRT.
Diplomirala je solo pjevanje na Muzičkoj akademiji u Zagrebu u klasi profesorice Nade Puttar-Gold 1990. godine i stekla zvanje profesora solo pjevanja. Dobitnica je Rektorove nagrade Sveučilišta u Zagrebu. Usavršavala se na Hochschule für Musik und darstellende Kunst u Beču u klasi profesora Leopolda Spitzera kao stipendistica Ministarstva kulture Republike Hrvatske, a potom Ministarstva znanosti i istraživanja Republike Austrije. Usavršavanje je nastavila kod pedagoga Stojana Stojanova.
Prvakinja je Opere HNK u Zagrebu,  a kao solistica Opere angažirana je 1991. godine. Profesionalnu opernu karijeru započinje 1990. kao sopran. U prvih dvanaest godina otpjevala je široki raspon naslovnih i glavnih uloga, kao što su Rosina, Mimì, Musetta, Violetta Valery, Hanna Glawary, Marēnka, Abigaille, Suor Angelica, Santuzza i dr. 2002. nakon interpretacije uloge Santuzze, dobiva ponude uloga u mezzosopranskom fahu. Od 2002. do danas otpjevala je veliki broj mezzosopranskih i altovskih opernih uloga, a neke od njih su Amneris, Azucena, Carmen, Eboli, Fenena, Ulrica, Princess Clarice, Zia Principessa i dr. Također je poznata i kao izvođač suvremene glazbe, a interpretirala je uloge u suvremenim operama, kao što su Greta (Preobražaj), Marianne (Priče iz bečke šume), Djevojka (Govori mi o Augusti), Gospođa Steel (Pingvini). Nastupala je u opernim kućama i koncertnim dvoranama u Austriji, Bosni i Hercegovini, Crnoj Gori, Italiji, Mađarskoj, Njemačkoj, Sjevernoj Makedoniji, Sloveniji i Srbiji. Njezino umjetničko djelovanje uključuje nastupe sa Zagrebačkom filharmonijom, Simfonijskim orkestrom Hrvatske radiotelevizije, Simfonijskim puhačkim orkestrom OSRH, Orkestrom Opere iz Ljubljane, Hrvatskim komornim orkestrom, Cantus ansamblom, Crnogorskim simfonijskim orkestrom, Orkestrom Dušan Skovran itd.
Sudjelovala je na brojnim opernim festivalima i festivalima suvremene glazbe: Muzički biennale Zagreb, Gostičevi Dani, Dani hrvatske glazbe, Festival u Grossetu, Majske operne večeri u Skoplju, Kampnagel u Hamburgu, Internacionalni operni festival u Miskolcu.
Godine 2005. dodijeljena joj je nagrada Mare Nostrum Croaticum za životno djelo, kao najmlađoj opernoj pjevačici koja je primila ovu nagradu.
Godine 2014. započinje s radom i kao službeni pedagog pjevanja u Hrvatskom narodnom kazalištu u Zagrebu za operne pjevače i glumce. U sezoni 2017/18 pripremila je umjetnike Baleta HNK u Zagrebu za pjevanje u baletnoj predstavi Apoksiomen. Autorica je metode pjevanja The Spheretongue Singing Method.

## Uloge
| Uloge            | Opera, Opereta,.Suvremena opera | Produkcije             |
| ---------------- | ------------------------------- | ---------------------- |
| Barbarina        | Figarov pir                     | 1991                   |
| Musetta          | La Bohème                       | 1992, 1992             |
| Rosina           | Seviljski brijač                | 1993, 1999             |
| Jela             | Povratak                        | 1993                   |
| Violetta Valéry  | Traviata                        | 1994, 1995             |
| Marica           | Prodana nevjesta                | 1994                   |
| Hanna Glawary    | Vesela udovica                  | 1994                   |
| Greta            | Preobražaj                      | 1995                   |
| Mimi             | La Bohème                       | 1995                   |
| Marussa          | Istarska svadba                 | 1995                   |
| Jelena           | Nikola Šubić Zrinjski           | 1995                   |
| Marianne         | Priče iz Bečke šume             | 1997                   |
| Cura             | Govori mi o Augusti             | 1999                   |
| Abigaille        | Nabucco                         | 2001, 2002             |
| Sestra Angelica  | Sestra Angelica                 | 2001                   |
| Santuzza         | Cavalleria Rusticana            | 2002                   |
| Suzuki           | Madama Butterfly                | 2003, 2019             |
| Princeza Eboli   | Don Carlo                       | 2004                   |
| Fenena           | Nabucco                         | 2002, 2003, 2004, 2011 |
| Ulrica           | Krabuljni ples                  | 2007, 2009             |
| Gđa. Steel       | Pingvini                        | 2007                   |
| Kneginja         | Sestra Angelica                 | 2008                   |
| Maddalena        | Rigoletto                       | 2009                   |
| Doma             | Ero s onoga svijeta             | 2011, 2017             |
| Carmen           | Carmen                          | 2005, 2008, 2012       |
| Amneris          | Aida                            | 2013, 2014             |
| Jele             | Ekvinocij                       | 2015                   |
| Princeza Clarice | Zaljubljen u tri naranče        | 2017                   |
| Žena Vornićeva   | Adel i Mara                     | 2017                   |
| Mary             | Ukleti Holandez                 | 2018                   |
| Azucena          | Trubadur                        | 2005, 2005, 2019       |